# Le Siège
Pour les articles homonymes, voir Le Siège (homonymie) et siège.
Le Siège est une mini-série québécoise en six épisodes de 42 minutes créée par l'auteur Pierre-Marc Drouin, réalisée par Jim Donovan, produite par Phare-Est Média et Attraction Images, et diffusée du 6 novembre au 11 décembre 2017 sur ICI Radio-Canada Télé.

## Synopsis
Le Siège relate l'histoire d'une prise d'otage se déroulant dans une usine de Cole Creek, municipalité fictive du Nouveau-Brunswick, qui est le résultat d'une manifestation syndicale qui tourne au vinaigre. Ceux-ci veulent à l'origine protester contre le démantèlement de l'usine, qui supprimerait 1 000 emplois. Mais une poignée d'entre eux décide de siéger à l'intérieur de l'usine dans le but d'empêcher sa délocalisation. L'action se déroule sur 36 heures.

## Distribution
- Denise Bouchard : Chantale Trempe
- Raphaël Butler : Tom
- Sasha Charles : Julien Spick
- Christian Essiambre : Fred
- Guy Frenette : Michaud
- Yannick Godin : Joël
- Alexandre Goyette : Alexis Godin
- Marie-Ginette Guay : Gisèle Cormier
- Marc Lamontagne : Savoie
- Diane Losier : Antonine Arseneau
- Frédéric Clément Melanson : Ingénieur
- Lou Poirier : Josée
- Gilles Renaud : Mario Cormier
- Marcel-Romain Thériault : Marcel Rodrigue
- Jean-Nicolas Verreault : Gilles Gagnon
- Matthew Williston : LeBlanc
- Karène Chiasson : Annie Basque
- Luc LeBlanc : Lieutenant Pelletier
- Éric Butler : Maillet
- André Roy : Antoine
- Hugues Paulin : Sergent Fournier
- Ludger Beaulieu : Sébastien Gallant
- Cristina Bortolotti : Présentatrice télé